# Amiche da morire
Amiche da morire è un film del 2013 diretto da Giorgia Farina.
Commedia nera con protagoniste Claudia Gerini, Sabrina Impacciatore e Cristiana Capotondi.

## Trama
In una rurale isola del Sud Italia, Gilda, Crocetta e Olivia sono tre donne che abitano nello stesso paese in un'isola dell'arcipelago siciliano. Le tre donne conducono vite molto diverse e non si frequentano: Gilda, donna molto forte ed eccentrica, viene dal continente e fa la prostituta, Crocetta ha una nomea di iettatrice che allontana qualsiasi corteggiatore mentre la religiosa Olivia è felicemente sposata con il pescatore Rocco.
Tuttavia Olivia nutre dei dubbi sulla fedeltà del marito e questo la spinge a chiedere il consiglio di Gilda. Per chiarire la situazione le due donne decidono di esplorare la caverna dove Rocco tiene la barca a rimessa e dove sospettano che l'uomo dia convegno a un'amante. Lì trovano Crocetta che ha appena lasciato la casa dei genitori dopo una grave lite con la madre scoppiata quando ha scoperto che quest'ultima, per paura di perderla, le allontanava i corteggiatori in tutti i modi, e sta aspettando il mattino per imbarcarsi sul traghetto. Seguendo un rumore proveniente da un altro anfratto le tre donne scoprono Rocco, intento a imballare armi e mazzette di denaro.
Gilda intuisce che Rocco è membro di una banda di rapinatori attivi sulle isole dell'arcipelago e che, ormai braccato dalla polizia, si sta preparando alla fuga. Olivia ha col marito un acceso confronto nel quale Rocco conferma i sospetti di Gilda e rivela alla moglie di non amarla affatto e di essere intenzionato ad abbandonarla. Sconvolta, Olivia brandisce una delle pistole del piccolo arsenale e uccide il marito, che le aveva riso in faccia un attimo prima.
Spaventate dalle conseguenze della morte di Rocco e decise a tenere per loro il frutto delle sue rapine, le tre donne decidono di liberarsi del cadavere inserendolo nell'impianto di confezionamento del tonno sott'olio e attendere la fine delle indagini nella casa di Olivia.
Intanto il poliziotto Nico Malachia è sulle tracce di Rocco e dei suoi complici e, insospettito dall'improvvisa amicizia tra Olivia, Crocetta e Gilda, si convince che queste stiano favorendo la sua latitanza. Per riuscire a farle confessare cerca di esasperare le spigolosità del carattere delle tre donne per incrinarne la comune versione dei fatti.
Anche i complici di Rocco però sono interessati alla sorte dell'uomo e del bottino, per questo tendono un agguato alle tre protagoniste, ne nasce una colluttazione durante la quale Olivia, con la pistola a suo tempo sottratta all'arsenale, uccide i due rapinatori.
Rinsaldato ormai il legame di amicizia, Crocetta, Olivia e Gilda riescono a far fronte alle indagini della polizia e alle difficoltà di nascondere e poi recuperare il bottino finendo a godere i frutti delle loro fatiche in un lussuoso albergo.

## Produzione

### Riprese
Il film è ambientato in una non precisata isola siciliana, ma la presenza dello stabilimento di lavorazione del tonno fa dedurre che si tratti di Favignana. Le scene però sono state girate tutte in Puglia, tra Monopoli, Massafra e Polignano a Mare.

## Colonna sonora
La colonna sonora è il brano A Night like This di Caro Emerald.

## Riconoscimenti
- 2013 – David di Donatello
  - Candidatura per il miglior regista esordiente a Giorgia Farina
- 2013 – Globo d'oro
  - Miglior sceneggiatura a Giorgia Farina e Fabio Bonifacci
  - Candidatura per la miglior attrice a Claudia Gerini
- 2013 – Ciak d'oro
  - Super Ciak d'oro a Claudia Gerini, Cristiana Capotondi e Sabrina Impacciatore
- 2013 – Premio Flaiano
  - Miglior attrice a Cristiana Capotondi